# Tunel nad Bramą Będkowską
Tunel nad Bramą Będkowską – jaskinia w Dolinie Będkowskiej na Wyżynie Krakowsko-Częstochowskiej. Znajduje się w Będkowicach w województwie małopolskim, w powiecie krakowskim, w gminie Wielka Wieś.

## Opis obiektu
Znajduje się około 60 m nad dnem doliny, w orograficznie lewych zboczach wylotu Wąwozu Będkowickiego. Jest to tunel o dwóch otworach, przebijający na wylot skałę położoną powyżej Narożniaka tworzącego Bramę Będkowską. Południowo-zachodni otwór ma wysokość 2 m i podobną szerokość. Biegnie za nim korytarz o długości 7 m, na pierwszym odcinku lekko opadający, potem poziomy, przy otworze drugim lekko wznoszący się. Jest niski, jego maksymalna wysokość nie przekracza 1 m. W środkowej części korytarza jest kominek o wysokości 1,5 m.
Tunel powstał w późnojurajskich wapieniach skalistych w wyniku zjawisk krasowych. Świadczą o tym wżery i wirowe zagłębienia w jego ścianach, oraz fragment kotła wirowego. Tunel jest suchy, przewiewny i w dużym stopniu poddany wpływom środowiska zewnętrznego. Brak nacieków. Namulisko obfite, próchniczne, z dużą ilością liści. Przy otworach rozwijają się glony, w środku obserwowano pajęczaki i motyla paśnika jaskiniowca (Triphosa dubitata).
Tunel był znany od dawna, w literaturze jednak nie wzmiankowany. Po raz pierwszy opisał go Andrzej Górny w październiku 2009 r. On też wykonał jego plan.

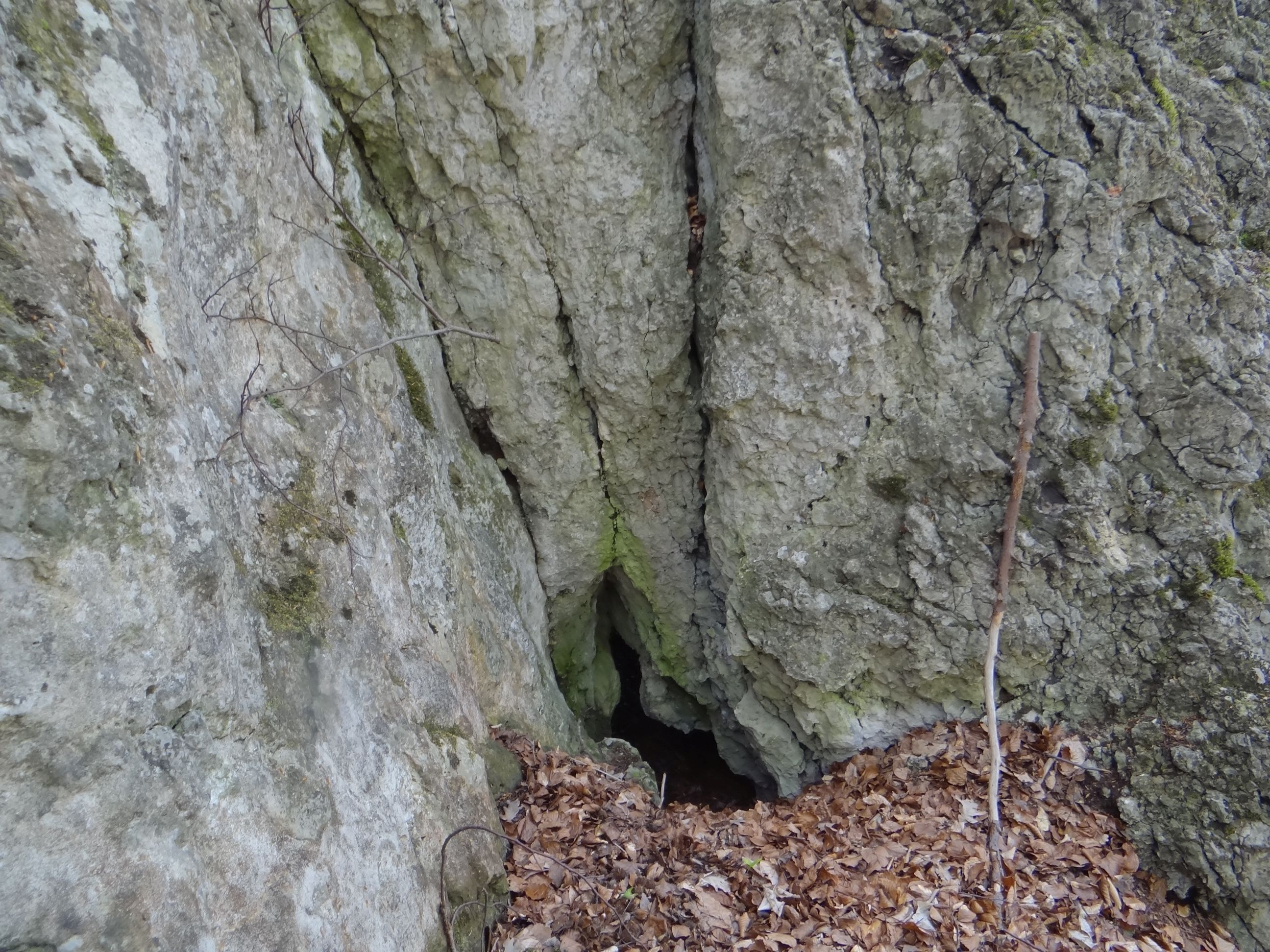
Otwór 1
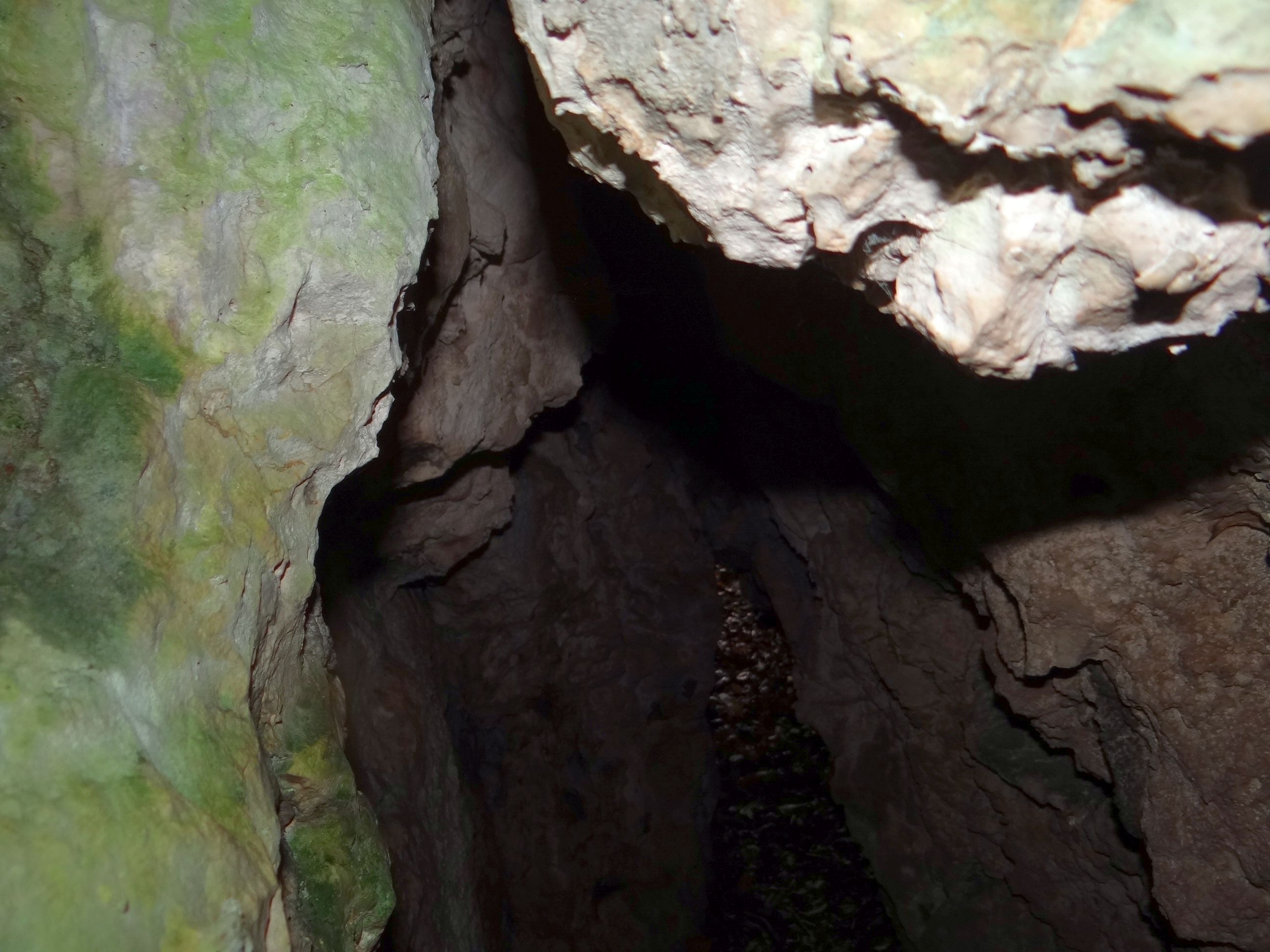
Korytarz
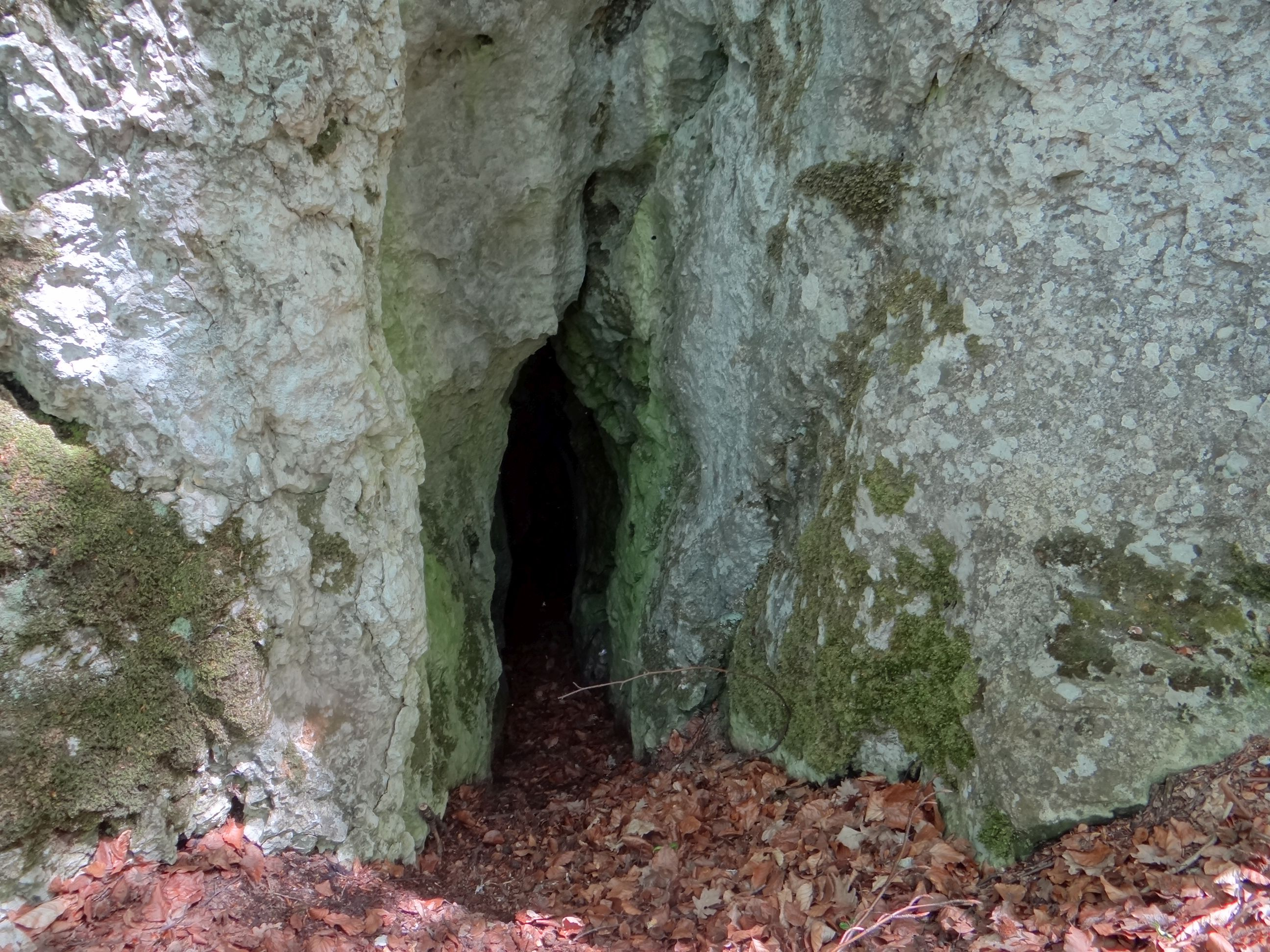
Otwór 2
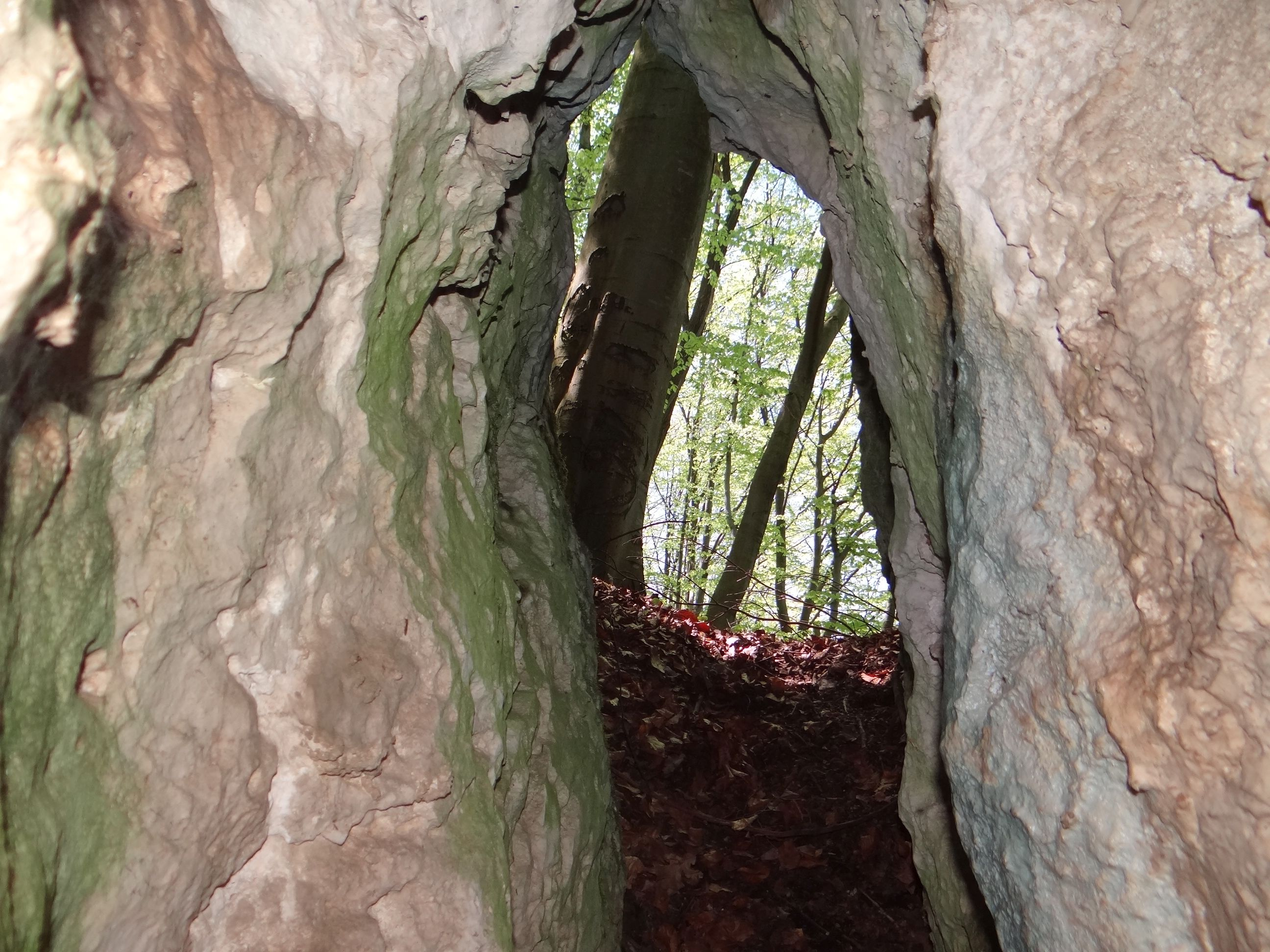
Widok z otworu 2